# Uaxactún
Uaxactún (pronuncia uà-shak-tùn) è un sito archeologico costruito dalla civiltà Maya, situato nella regione del bacino Petén in Guatemala, a 23 km di distanza da Tikal.
Grazie alle ultime scoperte riguardo ai geroglifici Maya, si è potuto determinare che il nome antico del luogo era Siaan K'aan (nato in Paradiso). Il nome "Uaxactun" venne assegnato al sito dal suo riscopritore, l'archeologo statunitense Sylvanus Morley, nel 1916. Il nome proviene dalla fusione delle parole della lingua Maya Uaxac e Tun, (Otto Pietre). Morley spiegò che il nome datogli serviva a commemorarlo come primo sito dove venne trovata un'epigrafe risalente all'ottavo Baktùn del calendario maya (la più antica data maya conosciuta).
Le prime ricerche di Morley si concentrarono sulle iscrizioni geroglifiche; il sito non venne visitato di nuovo fino al 1924, quando Frans Blom ispezionò in maggior dettaglio la zona e creò una mappa accurata del sito. Il Carnegie Institution condusse spedizioni archeologiche dal 1926 al 1937, comandate da Oliver Ricketson. Gli scavi aiutarono a carpire nuovi concetti relativi alla età Classica e Pre-Classica mesoamericana.

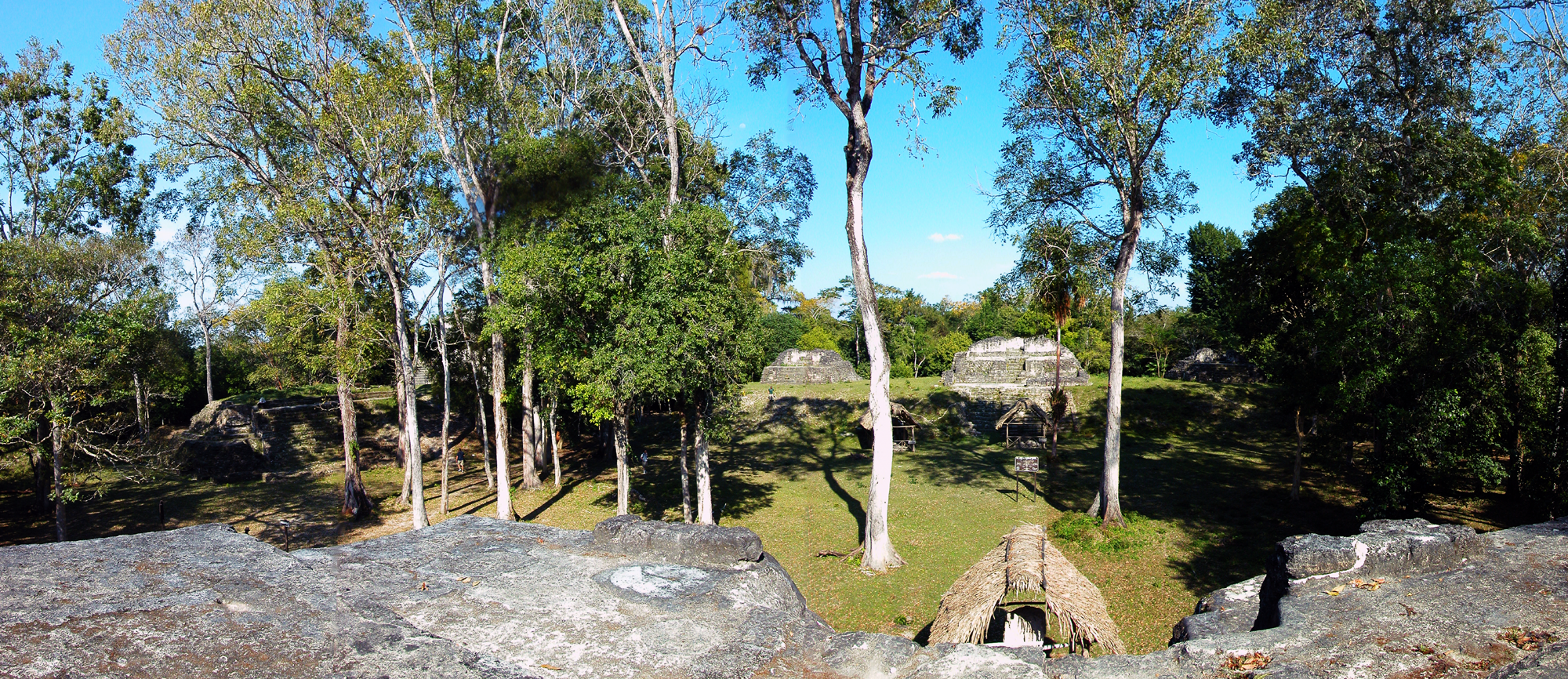
Vista del Gruppo E dal tempio delle maschere

Nel 1940 A.L. Smith e Ed Shook del progetto Carnegie ritornarono per eseguire altri scavi. Negli anni settanta venne costruita una strada per collegare Uaxactun a Tikal e in seguito a Flores. Shook ritornò nel 1974 per assicurarsi dello stato di ristoro di alcune strutture riportate alla luce. Nel 1982 il Tikal National Park venne ampliato per includere le rovine di Uaxactun nella propria area protetta.

## Edificio B-XIII

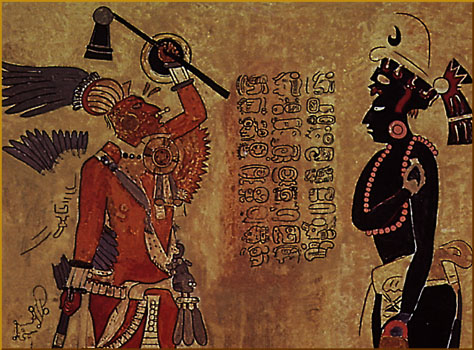
Affresco dell'edificio B-XIII

L'edificio denominato B-XIII conserva ancora una parte decorata con un affresco in cui sono raffigurati una serie di personaggi, identificati da una serie di glifi, in ordine paratattico, a significare l'interesse per la narrazione della scena. La scena centrale della parte inferiore rappresenta tre personaggi in lunghe vesti, seduti, con le gambe incrociate, entro un edificio a tetto piano. Due di essi sono collocati dinanzi ad un altare e tengono con la destra un incensiere, il fumo dei quali si dirige verso il terzo personaggio, seduto sull'altro lato dell'altare, in segno di rispetto verso un ospite illustre. A sinistra dell'abitazione vi sono altri due personaggi, posti di fronte, che sembrano discutere animatamente. A destra vi sono altre due figure colte nello stesso atteggiamento, mentre un gruppo sembra spiare quanto sta avvenendo entro la casa. Altre sei personaggi conversano nella parte inferiore. I colori utilizzati nell'affresco sono il rosso, il nero e l'arancione, distribuiti in maniera armonica .